# پروانه‌ماهی گاردینر
پروانه‌ماهی گاردینر (نام علمی: Chaetodon gardineri) نام یک گونه از تیره پروانه‌ماهی است.